# Ronnie O'Sullivan
Ronald Antonio O'Sullivan, mais conhecido como Ronnie O'Sullivan (Wordsley, 5 de dezembro de 1975) é um jogador profissional de snooker, sete vezes campeão do mundo e vencedor de 42 torneios de ranking entre 1993 e 2022. O seu jogo muito rápido fez com que ganhasse a alcunha de "The Rocket" (o foguete) e tornou-o no mais popular dos jogadores da atualidade. É considerado, pela comunidade deste desporto, o melhor jogador de snooker de todos os tempos.

## Carreira
O'Sullivan começou a sua carreira bastante jovem. Atingiu sua primeira centena de pontos aos 10 anos, conseguindo a marca de 117: conseguiu o seu primeiro break máximo de 147 aos 15; tornou-se profissional aos 16 anos, em 1992. Venceu o Campeonato Britânico de Snooker de 1993 aos 17 anos, marcando o início de uma carreira bem sucedida no desporto, sendo o jogador mais jovem a vencer um torneio a contar para o ranking.
Naturalmente talentoso, porém temperamental, O'Sullivan veio do mesmo molde que fez surgir Alex Higgins e Jimmy White.
A vida de O'Sullivan tem sido bem atribulada e é alvo de interesse pela mídia. Por exemplo, seu pai cumpriu prisão por homicídio, preso em 1992 foi solto 17 anos depois. O'Sullivan ainda sofre de depressão e muitas vezes luta consigo mesmo, e um título em 1996 ganho contra Ken Doherty (o Benson & Hedges Irish Masters) foi-lhe retirado porque foi encontrada marijuana num teste de despistagem de drogas.
Sua carreira consequentemente tem passado por dificuldades intercaladas com êxitos estrondosos. O'Sullivan também não possui boas relações com a mídia, com alguns de seus comentários sendo considerados deselegantes. Em 2004, o pai de O'Sullivan chamou o jogador mestre da década de 1970 e seis vezes campeão mundial Ray Reardon e pediu que ele desse alguns conselhos a O'Sullivan. Com este apoio, O'Sullivan veio ao topo e venceu o campeonato mundial nesse ano.
O'Sullivan é único entre os atuais jogadores de topo do ranking de snooker profissional que pode jogar tanto com a mão direita quanto com a mão esquerda - algumas vezes alternando entre as duas na mesma jogada. Quando ele fez isto pela primeira vez no campeonato mundial jogando contra Alain Robidoux, o jogador do Canadá acusou-o de desrespeito. O'Sullivan respondeu que ele jogava melhor com sua mão esquerda do que Robidoux com sua mão direita.
Ele também foi responsável pela limpeza de mesa mais rápida do campeonato mundial (147) contra o jogador Mick Price em 21 de abril de 1997; completou a limpeza em 5 minutos e 20 segundos - uma média de um disparo a cada 9 segundos. Com efeito, os seus quinze breaks máximos incluem os cinco mais rápidos. Três desses breaks foram conseguidos em partidas de campeonatos do mundo.
O'Sullivan possui o recorde de 1107 tacadas centenárias (à data de 4 de maio de 2021), superando Stephen Hendry nesta estatística.
The Rocket conquistou a tacada número mil com um break de 134 pontos no último frame da final do Players Championship de 2019, frente a Neil Robertson, na qual ganhou 10-4. A título de curiosidade, a bola da tacada centenária foi embolsada de mão esquerda.
O clube-casa de O'Sullivan é o Grove Snooker Centre, situado em Romford, em East London.
Após ter falhado em defender seu título do World Championships de 2004, perdendo nos quartas-de-final para uma performance excecionalmente determinada e persistente de Peter Ebdon (com muitos observadores acusando Ebdon de jogo lento), ele disse à imprensa que provavelmente não iria competir na temporada seguinte. Todavia, regressou.
Na época de 2014 o ranking mundial de snooker começou a ser atribuído perante o prize money arrecadado pelos jogadores em torneios.
Em 2014 Ronnie O'Sullivan venceu novamente o UK Championship frente a Judd Trump num jogo memorável, quando foi apenas na negra que conseguiu vencer 10-9, ao fim de quase cinco horas de jogo. Na segunda prova mais importante do circuito mundial, The Rocket esteve a vencer por 5-1 e depois por 9-4, mas viu o adversário ganhar cinco frames seguidos, colocando o marcador em 9-9. No último frame, O'Sullivan começou por fazer um break de 20, mas Trump só conseguiu responder com 14, arrancando The Rocket para a vitória com um break de 51. "Foi o jogo mais difícil da minha carreira", afirmou no fim O'Sullivan, depois de ter embolsado um total de 245 mil euros (190 mil pela vitória na final e 55 mil pelo break de 147 nos quartos de final).
Aos 39 anos, O'Sullivan ganhou em York (norte de Inglaterra) o quinto UK Championship da carreira e recentemente levantou o troféu Steve Davis no Dafabet English Open e o Labrokes Players Championship. Posteriormente ganhou mais duas vezes o UK Championships para se torna heptacampeão inglês.
Com este sétimo título do UK Championship, ultrapassa Steve Davis (6) como o mais titulado jogador da prova, e Stephen Hendry como o jogador com mais títulos conquistados em provas da Triple Crown (World Championship, UK Championship e Masters), totalizando 21 troféus.
Com a vitória no Tour Championship 2019, World Grand Pix 2021 e Campeonato Mundial 2020 e 2022 , passou a somar um total de 39 vitórias em majors. Na história do snooker, com 39 vitórias em torneios a contar para o ranking (à data de 2021), ultrapassa Steve Davis (28) e Stephen Hendry (36).

## Títulos
Para o ranking mundial:
- Campeonato mundial de snooker - 2001, 2004, 2008, 2012, 2013, 2020, 2022
- Campeonato britânico de snooker - 1993, 1997, 2001, 2007, 2014, 2017, 2018
- Welsh Open - 2004, 2005, 2014, 2016
- German Masters - 1996, 2012
- British Open - 1994
- Asian Classic - 1996
- China Open - 1999, 2000
- Scottish Open - 1998, 2000
- Shanghai Masters - 2009, 2017
- Northern Ireland Trophy - 2008
- Irish Masters - 2003, 2005
- Grand Prix - 2004
- European Open - 2003
- English Open - 2017
- Players Championship - 2018, 2019
- Tour Championship - 2019
- World Grand Prix - 2018, 2021

## Outros títulos
- Premier League Snooker - 1997, 2001, 2002, 2005, 2006, 2007, 2008, 2010, 2011
- The Masters - 1995, 2005, 2007, 2009, 2014, 2016, 2017
- Champion of Champions - 2013, 2014, 2018,2022
- Scottish Masters - 1998, 2000, 2002
- Paul Hunter Classic - 2013
- Champions Cup - 1996, 2000
- Nescafe Extra Challenge - 1993
- Irish Masters - 2001
- Kilkenny Irish Masters - 2007
- Benson and Hedges Championship - 1993
- Riley Superstar International - 1997
- Hamm Invitational - 2008
- Shanghai Masters - 2018, 2019
- Hong Kong Masters - 2022